# 1 000 kilomètres de Silverstone 1985
Navigation
Édition précédente Édition suivante
Les 1 000 kilomètres de Silverstone 1985, disputées le 12 mai 1985 sur le Circuit de Silverstone ont été la troisième manche du Championnat du monde des voitures de sport 1985.

## La course

### Classement de la course
Voici le classement officiel au terme de la course,,.
- Les premiers de chaque catégorie du championnat du monde sont signalés par un fond jaune.
- Pour la colonne Pneus, il faut passer le curseur au-dessus du modèle pour connaître le manufacturier de pneumatiques.
- Les voitures ne réussissant pas à parcourir 75% de la distance du gagnant sont non classées (NC).

| Pos  | Classe | no | Écurie                            | Pilotes                                                  | Châssis                             | Pneus | Tours | Temps                 |
| Pos  | Classe | no | Écurie                            | Pilotes                                                  | Moteur                              | Pneus | Tours | Temps                 |
| ---- | ------ | -- | --------------------------------- | -------------------------------------------------------- | ----------------------------------- | ----- | ----- | --------------------- |
| 1    | C1     | 1  | Rothmans Porsche                  | Jochen Mass Jacky Ickx                                   | Porsche 962C                        | D     | 212   | 4 h 54 min 03 s 200   |
| 1    | C1     | 1  | Rothmans Porsche                  | Jochen Mass Jacky Ickx                                   | Porsche Type-935 2.6L Flat-6 Turbo  | D     | 212   | 4 h 54 min 03 s 200   |
| 2    | C1     | 2  | Rothmans Porsche                  | Hans-Joachim Stuck Derek Bell                            | Porsche 962C                        | D     | 211   | + 1 tour              |
| 2    | C1     | 2  | Rothmans Porsche                  | Hans-Joachim Stuck Derek Bell                            | Porsche Type-935 2.6L Flat-6 Turbo  | D     | 211   | + 1 tour              |
| 3    | C1     | 4  | Martini Lancia                    | Riccardo Patrese Alessandro Nannini                      | Lancia LC2                          | M     | 210   | + 2 tours             |
| 3    | C1     | 4  | Martini Lancia                    | Riccardo Patrese Alessandro Nannini                      | Ferrari 308C 3.0L V8 Turbo          | M     | 210   | + 2 tours             |
| 4    | C1     | 10 | Porsche Kremer Racing             | Manfred Winkelhock Marc Surer                            | Porsche 962C                        | G     | 210   | + 2 tours             |
| 4    | C1     | 10 | Porsche Kremer Racing             | Manfred Winkelhock Marc Surer                            | Porsche Type-935 2.6L Flat-6 Turbo  | G     | 210   | + 2 tours             |
| 5    | C1     | 14 | Richard Lloyd Racing              | Jonathan Palmer Jan Lammers                              | Porsche 956GTi                      | G     | 207   | + 5 tours             |
| 5    | C1     | 14 | Richard Lloyd Racing              | Jonathan Palmer Jan Lammers                              | Porsche Type-935 2.6L Flat-6 Turbo  | G     | 207   | + 5 tours             |
| 6    | C1     | 7  | New Man Joest Racing              | Klaus Ludwig Paolo Barilla Paul Belmondo                 | Porsche 956                         | D     | 206   | + 6 tours             |
| 6    | C1     | 7  | New Man Joest Racing              | Klaus Ludwig Paolo Barilla Paul Belmondo                 | Porsche Type-935 2.6L Flat-6 Turbo  | D     | 206   | + 6 tours             |
| 7    | C1     | 26 | Obermaier Racing Team             | Jürgen Lässig Jesús Pareja Hervé Regout                  | Porsche 956                         | G     | 204   | + 8 tours             |
| 7    | C1     | 26 | Obermaier Racing Team             | Jürgen Lässig Jesús Pareja Hervé Regout                  | Porsche Type-935 2.6L Flat-6 Turbo  | G     | 204   | + 8 tours             |
| 8    | C1     | 11 | Porsche Kremer Racing             | Sarel van der Merwe George Fouché Almo Coppelli          | Porsche 956B                        | G     | 195   | + 17 tours            |
| 8    | C1     | 11 | Porsche Kremer Racing             | Sarel van der Merwe George Fouché Almo Coppelli          | Porsche Type-935 2.6L Flat-6 Turbo  | G     | 195   | + 17 tours            |
| 9    | C2     | 79 | Ecurie Ecosse                     | Ray Mallock Mike Wilds                                   | Ecosse C285                         | A     | 193   | + 19 tours            |
| 9    | C2     | 79 | Ecurie Ecosse                     | Ray Mallock Mike Wilds                                   | Ford Cosworth DFV 3.0L V8 Atmo      | A     | 193   | + 19 tours            |
| 10   | C1     | 19 | Brun Motorsport                   | Walter Brun Thierry Boutsen                              | Porsche 962C                        | D     | 193   | + 19 tours            |
| 10   | C1     | 19 | Brun Motorsport                   | Walter Brun Thierry Boutsen                              | Porsche Type-935 2.6L Flat-6 Turbo  | D     | 193   | + 19 tours            |
| 11   | C2     | 70 | Spice Engineering                 | Gordon Spice Ray Bellm                                   | Tiga-Spice GC85                     | A     | 189   | + 23 tours            |
| 11   | C2     | 70 | Spice Engineering                 | Gordon Spice Ray Bellm                                   | Ford Cosworth DFL 3.3L V8 Atmo      | A     | 189   | + 23 tours            |
| 12   | C1     | 5  | Martini Lancia                    | Mauro Baldi Bob Wollek                                   | Lancia LC2                          | M     | 188   | + 24 tours            |
| 12   | C1     | 5  | Martini Lancia                    | Mauro Baldi Bob Wollek                                   | Ferrari 308C 3.0L V8 Turbo          | M     | 188   | + 24 tours            |
| 13   | C2     | 97 | Strandell Motors                  | Stanley Dickens Martin Schanche                          | Strandell 85                        | A     | 176   | + 36 tours            |
| 13   | C2     | 97 | Strandell Motors                  | Stanley Dickens Martin Schanche                          | Porsche Type-934 3.3L Flat-6 Turbo  | A     | 176   | + 36 tours            |
| 14   | C2     | 72 | Gebhardt Engineering              | Nick Adams Frank Jelinski John Graham                    | Gebhardt JC853                      | A     | 174   | + 38 tours            |
| 14   | C2     | 72 | Gebhardt Engineering              | Nick Adams Frank Jelinski John Graham                    | Ford Cosworth DFV 3.0L V8 Atmo      | A     | 174   | + 38 tours            |
| 15   | C2     | 88 | Arthur Hough Pressings Ark Racing | David Andrews Chris Ashmore Max Payne                    | Ceekar 83J                          | A     | 173   | + 39 tours            |
| 15   | C2     | 88 | Arthur Hough Pressings Ark Racing | David Andrews Chris Ashmore Max Payne                    | Ford Cosworth BDX 2.0L I4 Atmo      | A     | 173   | + 39 tours            |
| 16   | C2     | 86 | Mazdaspeed Co. Ltd.               | Yojiro Terada David Kennedy                              | Mazda 737C                          | D     | 173   | + 39 tours            |
| 16   | C2     | 86 | Mazdaspeed Co. Ltd.               | Yojiro Terada David Kennedy                              | Mazda 13B 1.3L 2-Rotor              | D     | 173   | + 39 tours            |
| 17   | C2     | 80 | Carma F.F.                        | Carlo Facetti Martino Finotto Guido Daccò (en)           | Alba AR2                            | A     | 164   | + 48 tours            |
| 17   | C2     | 80 | Carma F.F.                        | Carlo Facetti Martino Finotto Guido Daccò (en)           | Carma FF 1.9L I4 Turbo              | A     | 164   | + 48 tours            |
| 18   | C2     | 81 | Carma F.F.                        | Loris Kessel Jean-Pierre Frey                            | Alba AR6                            | A     | 158   | + 54 tours            |
| 18   | C2     | 81 | Carma F.F.                        | Loris Kessel Jean-Pierre Frey                            | Carma FF 1.9L I4 Turbo              | A     | 158   | + 54 tours            |
| Abd. | C2     | 85 | Mazdaspeed Co. Ltd.               | Yoshimi Katayama Takashi Yorino                          | Mazda 737C                          | D     | 174   | Boite de vitesses     |
| Abd. | C2     | 85 | Mazdaspeed Co. Ltd.               | Yoshimi Katayama Takashi Yorino                          | Mazda 13B 1.3L 2-Rotor              | D     | 174   | Boite de vitesses     |
| Abd. | C1     | 18 | Brun Motorsport                   | Oscar Larrauri Massimo Sigala                            | Porsche 956                         | D     | 172   | Accident              |
| Abd. | C1     | 18 | Brun Motorsport                   | Oscar Larrauri Massimo Sigala                            | Porsche Type-935 2.6L Flat-6 Turbo  | D     | 172   | Accident              |
| Abd. | C1     | 69 | Richard Lloyd Racing              | James Weaver Vern Schuppan                               | Porsche 956                         | G     | 150   | Panne sèche           |
| Abd. | C1     | 69 | Richard Lloyd Racing              | James Weaver Vern Schuppan                               | Porsche Type-935 2.6 L Flat-6 Turbo | G     | 150   | Panne sèche           |
| Abd. | C2     | 75 | ADA Engineering                   | Ian Harrower Mark Galvin (de) Steve Earle                | Gebhardt JC843                      | A     | 135   | Feu                   |
| Abd. | C2     | 75 | ADA Engineering                   | Ian Harrower Mark Galvin (de) Steve Earle                | Ford Cosworth DFL 3.3L V8 Atmo      | A     | 135   | Feu                   |
| Abd. | C1     | 33 | John Fitzpatrick Racing           | Jo Gartner David Hobbs                                   | Porsche 956B                        | Y     | 106   | Moteur                |
| Abd. | C1     | 33 | John Fitzpatrick Racing           | Jo Gartner David Hobbs                                   | Porsche Type-935 2.6 L Flat-6 Turbo | Y     | 106   | Moteur                |
| Abd. | C2     | 90 | Jens Winther Castrol Denmark      | Jens Winther David Mercer                                | URD C83                             | A     | 75    | Problèmes électriques |
| Abd. | C2     | 90 | Jens Winther Castrol Denmark      | Jens Winther David Mercer                                | BMW M88 3.5L I6 Atmo                | A     | 75    | Problèmes électriques |
| Abd. | C1     | 66 | EMKA Productions Ltd.             | Steve O'Rourke Tiff Needell Bob Evans                    | EMKA C84                            | D     | 70    | Moteur                |
| Abd. | C1     | 66 | EMKA Productions Ltd.             | Steve O'Rourke Tiff Needell Bob Evans                    | Aston Martin-Tickford 5.3L V8 Atmo  | D     | 70    | Moteur                |
| Abd. | C1     | 55 | John Fitzpatrick Racing           | Dudley Wood Guy Edwards Manuel López                     | Porsche 956                         | Y     | 37    | Accident              |
| Abd. | C1     | 55 | John Fitzpatrick Racing           | Dudley Wood Guy Edwards Manuel López                     | Porsche Type-935 2.6L Flat-6 Turbo  | Y     | 37    | Accident              |
| Abd. | C2     | 82 | Grifo Racing                      | Paolo Giangrossi (pl) Pasquale Barberio Maurizio Gellini | Alba AR3                            | D     | 36    | Boite de vitesses     |
| Abd. | C2     | 82 | Grifo Racing                      | Paolo Giangrossi (pl) Pasquale Barberio Maurizio Gellini | Ford Cosworth DFL 3.3L V8 Atmo      | D     | 36    | Boite de vitesses     |
| Abd. | C1     | 23 | Cheetah Automobiles Switzerland   | John Cooper John Brindley                                | Cheetah G604                        | D     | 34    | Suspension            |
| Abd. | C1     | 23 | Cheetah Automobiles Switzerland   | John Cooper John Brindley                                | Aston Martin-Tickford 5.3L V8 Atmo  | D     | 34    | Suspension            |
| Abd. | C2     | 67 | Spice Engineering                 | Tim Lee-Davey Neil Crang                                 | Tiga GC84                           | A     | 28    | Suspension            |
| Abd. | C2     | 67 | Spice Engineering                 | Tim Lee-Davey Neil Crang                                 | Ford Cosworth DFL 3.3L V8 Atmo      | A     | 28    | Suspension            |
| Abd. | C2     | 98 | Roy Baker Promotions              | Thorkild Thyrring Will Hoy                               | Tiga GC284                          | A     | 14    | Moteur                |
| Abd. | C2     | 98 | Roy Baker Promotions              | Thorkild Thyrring Will Hoy                               | Ford Cosworth BDT 1.8L I4 Turbo     | A     | 14    | Moteur                |
| Abd. | C1     | 31 | Primagaz Sovico                   | Pierre-François Rousselot (de) Pierre Yver Jean Rondeau  | Rondeau M382                        | D     | 8     | Problèmes électriques |
| Abd. | C1     | 31 | Primagaz Sovico                   | Pierre-François Rousselot (de) Pierre Yver Jean Rondeau  | Ford Cosworth DFV 3.0L V8 Atmo      | D     | 8     | Problèmes électriques |

## Pole position et record du tour
- Pole position :  Riccardo Patrese (#4 Martini Lancia) en 1 min 10 s 840
- Meilleur tour en course :  Jonathan Palmer (#4 Richard Lloyd Racing) en 1 min 15 s 960

## À noter
- Longueur du circuit : 4,719 km
- Distance parcourue par les vainqueurs : 1 000,342 km